# Пајо (име)
Пајо је име мушког рода, умањени облик од Павла.
- Пајо Ивошевић (рођен 1968), српски рвач
- Пајо Коларић (1821–1876), хрватски композитор